# Різанина у Кфар-Азі
Різанина у Кфар Азі — 7 жовтня 2023, на свято Сімхат Тора, бойовики палестинського військового угрупування ХАМАС напали на кібуц Кфар Аза. Внаслідок нападу було підтверджено вбитими 52 людини, більше 20 пропали безвісти, і було взято у заручники 251 людину. 
До різанини у населеному пункті проживало близько 400 осіб. Армії оборони Ізраїлю знадобилося два з половиною дні, щоб відновити повний контроль над поселенням після першої атаки.
Напад примітний заявами про жорстокість у формі «обезголовлювання, розчленування» та «спалення жертв заживо». Твердження ізраїльських ЗМІ та урядових джерел про те, що ніби 40 немовлят було обезголовлено, стали вірусними. Незважаючи на те, що деякі мирні жителі дійсно були вбиті, кілька тверджень про жорстокість пізніше виявилися неправдивими. Докази, надані Bituah Leumi, національним агентством соціального забезпечення Ізраїлю, показали, що з 46 мирних жителів, які були вбиті в Кфар Аза, наймолодшому було 14 років.

## Перебіг події
Близько 70 бойовиків ХАМАСу прорвалися через паркан, отримавши доступ до кібуцу вранці 7 жовтня 2023 році. Увійшовши в кібуц, який знаходився за 3 кілометри (1,9 милі) від Гази, бойовики розпочали масове вбивство мешканців громади. Ісламістські бойовики розпочали свій напад на громаду, обравши своєю мішенню західну частину громади — район кібуцу поблизу Гази, де проживали сім'ї з маленькими дітьми. За більшістю оцінок, загальна кількість вбитих ізраїльтян становить понад 100 осіб.
Члени кібуцу з військовою підготовкою, які сформували добровільну збройну охорону, боролися проти бойовиків, намагаючись захистити громаду. Всі члени добровільної збройної охорони кібуцу були вбиті, а бойовики розширили наступ на всі чотири напрямки. Бойовики-загарбники спалювали будинки і вбивали цивільних мешканців. Трупи тих, хто жив у громаді, були знайдені зі зв'язаними руками.
Крім того, бойовики захопили заручників з кібуцу, причому видання "Ассошіейтед Прес" візуально підтвердила наявність чотирьох заручників, викрадених 7 жовтня. Бойовики також забрали жінок, дітей і людей похилого віку заручниками назад до Гази.
До різанини громада налічувала 400 мешканців. Армії оборони Ізраїлю знадобилося два з половиною дні, щоб відновити повний контроль над громадою після першого нападу.  Десантники підрозділу 71 (Unit 71) очолили штурм, щоб повернути громаду, а підрозділ "Дувдеван" також відповів на атаку.
Журналісти отримали доступ до місця події 10 жовтня, а представники ХАМАС також оприлюднили відеозапис атаки.

## Реакції
Деякі журналісти порівнюють подію з Бучанською різаниною.
Ізраїльський генерал-майор Ітай Верув назвав цю різанину терористичною атакою.
За словами генерала Ітая Верува: «Ви бачите дітей, матерів, батьків у їхніх спальнях, у кімнатах захисту та те, як їх вбиває терорист. Це не війна, це не поле битви. Це різанина, це терористична діяльність».

## Див.також
- Різанина в Беері
- Різанина на музичному фестивалі за мир